# West Custer (Dakota del Sur)
West Custer es un territorio no organizado ubicado en el condado de Custer en el estado estadounidense de Dakota del Sur. En el Censo de 2010 tenía una población de 3735 habitantes y una densidad poblacional de 1,93 personas por km².

## Geografía
West Custer se encuentra ubicado en las coordenadas 43°39′54″N 103°46′6″O / 43.66500, -103.76833. Según la Oficina del Censo de los Estados Unidos, West Custer tiene una superficie total de 1932.56 km², de la cual 1930.99 km² corresponden a tierra firme y (0.08%) 1.57 km² es agua.

## Demografía
Según el censo de 2010, había 3735 personas residiendo en West Custer. La densidad de población era de 1,93 hab./km². De los 3735 habitantes, West Custer estaba compuesto por el 94.83% blancos, el 0.05% eran afroamericanos, el 2.86% eran amerindios, el 0.48% eran asiáticos, el 0.03% eran isleños del Pacífico, el 0.11% eran de otras razas y el 1.63% pertenecían a dos o más razas. Del total de la población el 1.39% eran hispanos o latinos de cualquier raza.